# 브뤼셀 정의궁

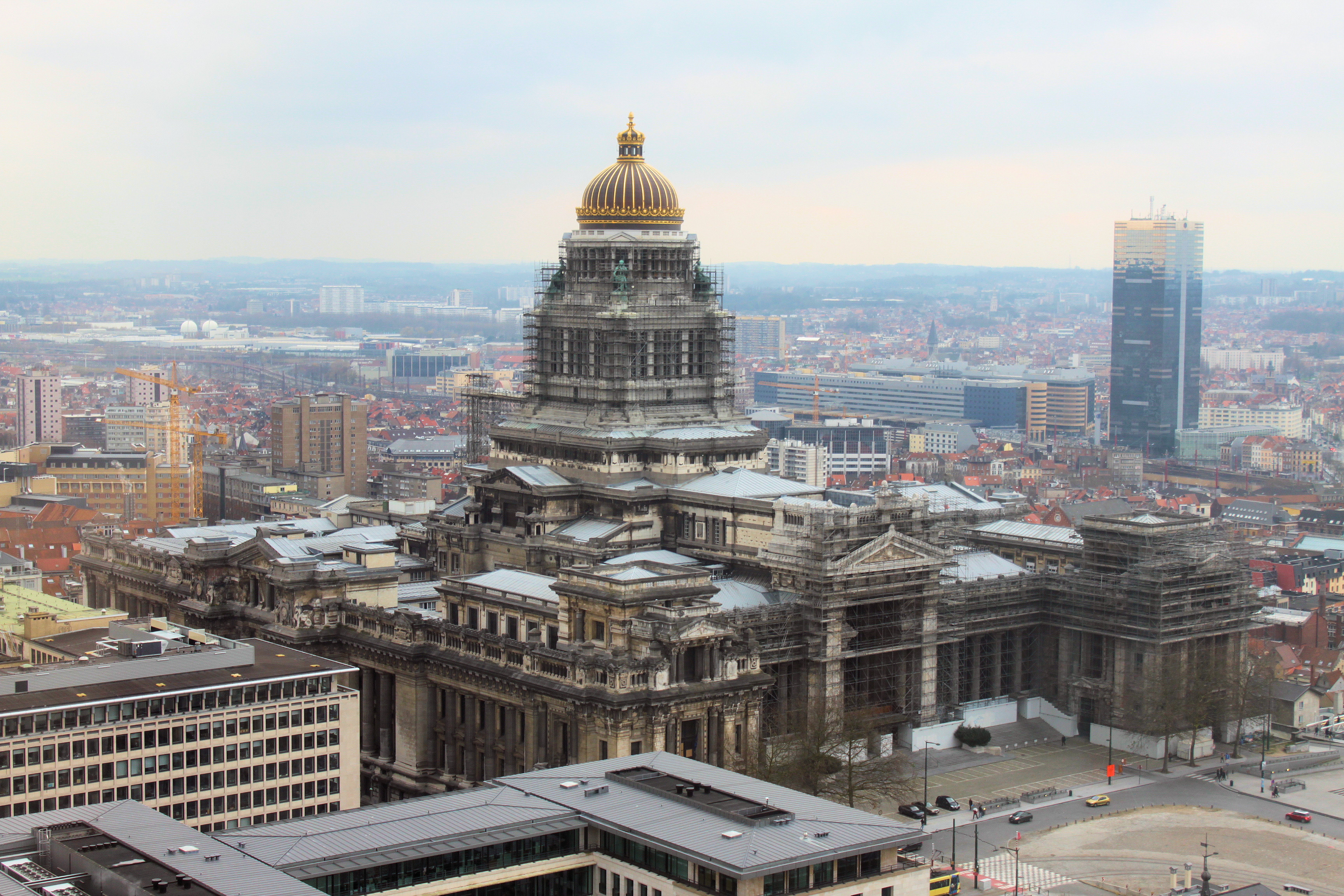
팔레 드 쥐스티스

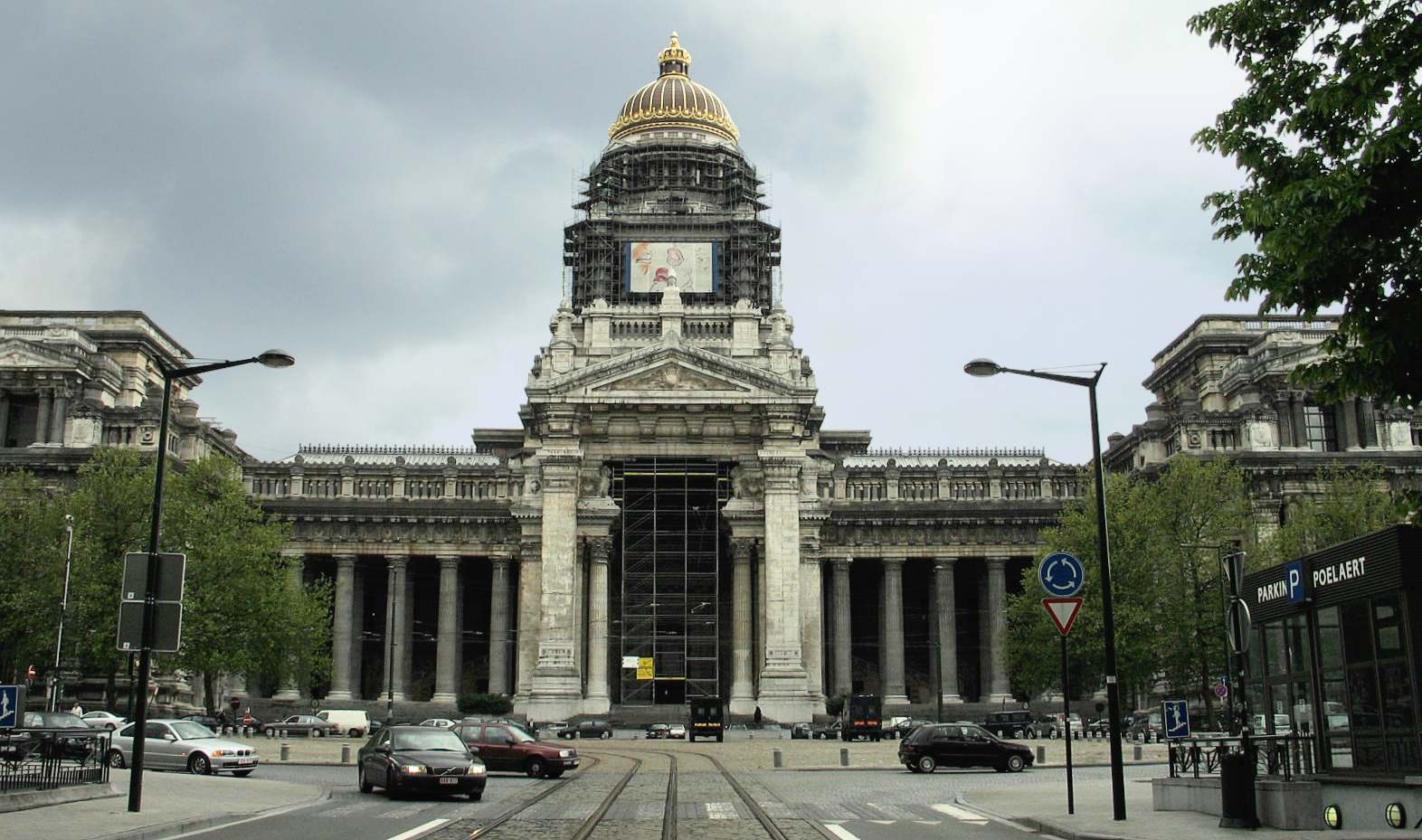
팔레 드 쥐스티스

팔레 드 쥐스티스(프랑스어: Palais de justice de Bruxelles, 네덜란드어: Justitiepaleis van Brussel)는 벨기에 브뤼셀에 위치한 법원 청사이다.
1866년부터 1883년 사이에 조제프 풀라르트에 의해 절충주의 양식으로 지어졌다. 19세기에 지어진 가장 큰 건물 중 하나로 여겨진다., 벨기에의 랜드마크 중 하나이다.